# Edgar Degas
Hilaire Germain Edgar (Edgar) Degas (Parijs, 19 juli 1834 – aldaar, 26 september 1917) was een Franse impressionistisch kunstschilder en beeldhouwer. Beroemd geworden als schilder en tekenaar onder het impressionisme, bracht hij, als gevolg van zijn slechter geworden gezichtsvermogen, zijn laatste levensjaren door als beeldhouwer.
Degas was geen pure impressionist. Daarvoor bleef hij te trouw aan de classicistische tekenlijn van Jean Auguste Dominique Ingres en Jacques Louis David en bleef hij afzijdig voor de impressionistische kleurenscheiding. Desondanks deed hij graag zijn zegje bij de "refusés" en  contra-academisten van de Parijse cafés Guerbois of La Nouvelle Athènes.

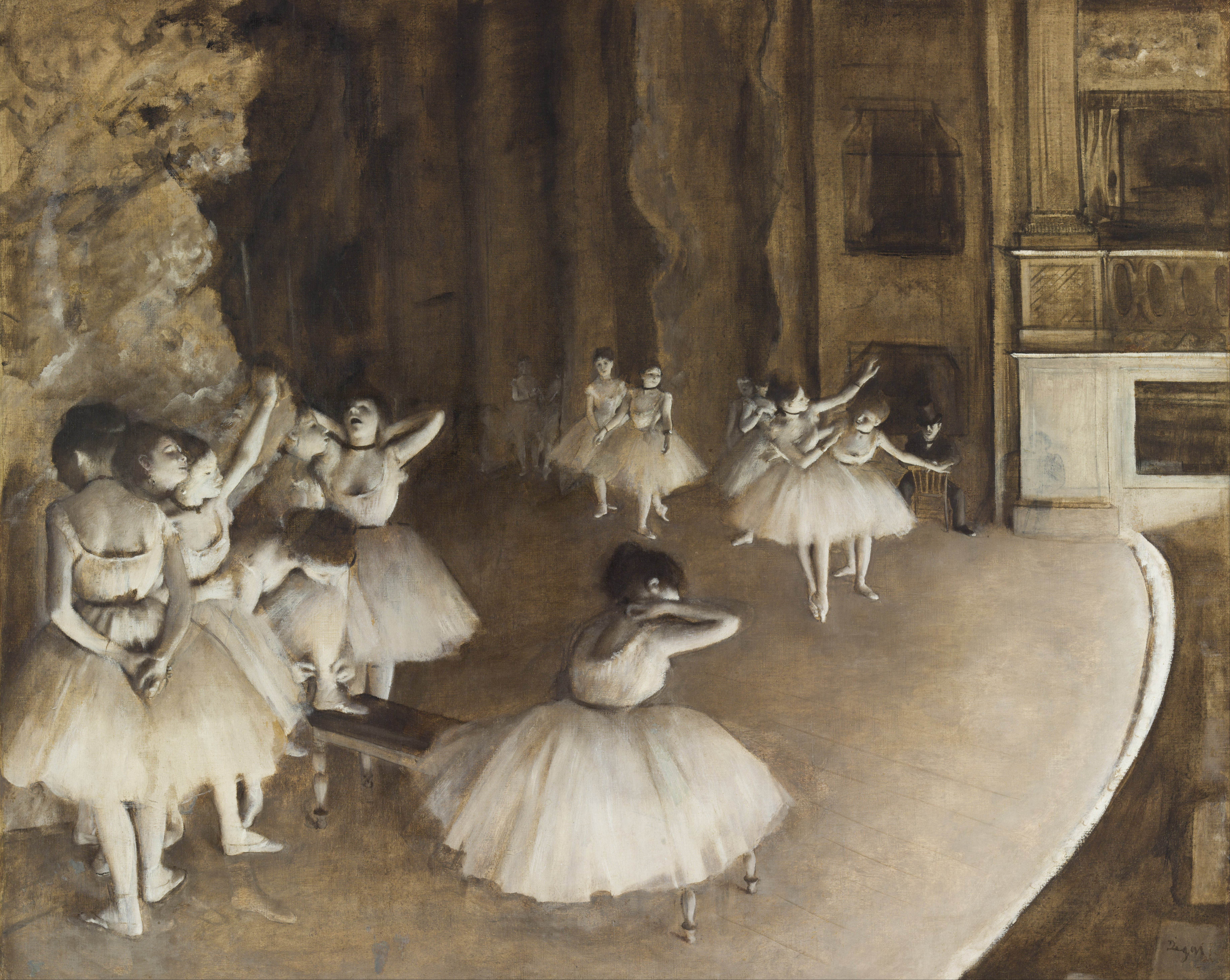
Répétition d'un ballet sur la scène, 1874

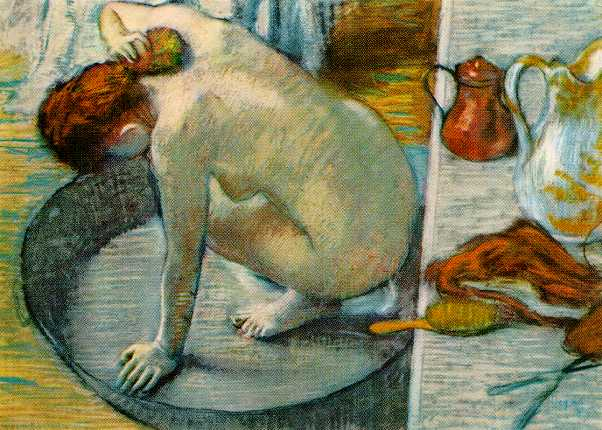
De tobbe, pastel, 1886

## Levensloop
Degas werd geboren als zoon van een welgesteld burger en bankier. Deze had de familienaam gesplitst, zodat de zoon eigenlijk van zijn achternaam de Gas heette. Zijn vader was kunstzinnig aangelegd en onder zijn vrienden telde hij verschillende kunstverzamelaars. Ook was zijn vader een groot muziekliefhebber die wekelijks thuis een muzikale avond organiseerde.
Degas kreeg zijn eerste classicistische opleiding van F. Barrias en L. Lamothe, zelf een leerling van Ingres. Dit gebeurde van 1853 tot 1855, nadat hij eerst, sedert 1852, begonnen was in een eigen atelier in het huis van zijn vader.
Tussen 1854 en 1859 trok Degas meerdere keren naar Italië, waar hij studies maakte van oude meesters, historiestukken en realistische portretten. Degas bezocht zijn grootvader in Napels en ging in de leer bij Gabriele Smargiassi, docent aan de Koninklijke Academie voor Beeldende Kunst. In 1861 ving hij aan met zijn eigen thematiek: de overbekende paardenrennen. In 1862 ontmoette hij Édouard Manet en zij werden vrienden in wel en wee en in dispuut.
Zijn laatste historieschilderij exposeerde hij op het officiële Salon in 1865. Omstreeks deze tijd kwam hij in het Café Guerbois en leerde hij er onder anderen Claude Monet en Pierre-Auguste Renoir kennen. Het "oproer-complot" onder de naam van het Impressionisme was geboren.
Samen met Manet reisde Degas in 1868 naar Londen. Gefascineerd door de muziek en het theaterleven begon hij zijn al even beroemde balletscènes te tekenen en te schilderen. Hierbij had hij vooral aandacht voor de beweging en de compositie met originele invalshoeken en minder voor de achtergrond. In 1869 nam hij voor het laatst deel aan het Salon en ging daarna naar België.
Degas werd van 1870 tot 1871 geconfronteerd met het oorlogsgeweld. Hij moest gedurende de Frans-Duitse Oorlog enige tijd in militaire dienst, en tijdens de Parijse Commune verbleef hij bij vrienden in Normandië. In de winter van 1872-1873 verbleef Degas enkele maanden in Amerika bij familieleden van zijn moeder te New Orleans, van wie hij ook een schilderij maakte.
In 1874 vond de beruchte eerste expositie van de impressionisten plaats, waarvan Degas medeorganisator was. De expositie werd georganiseerd in de Boulevard des Capucines en liep van 15 april tot 15 mei, telkens van 10u. tot 18u. en van 20u. tot 22.30u. Er waren 30 deelnemers met 167 werken en Degas had er 10 laten plaatsen, waaronder De balletklas. Het doek van Claude Monet "Impression, soleil levant", uit 1873, zou aanleiding worden tot de beroemde spotnaam "impressionisten".
In 1876 werd de tweede expositie gehouden, met 19 deelnemers en 252 werken, in de rue Le Pelletier. Degas was er met 24 tekeningen en schilderijen. Hij zou verder blijven deelnemen tot en met de zesde expo, in 1881. Bij de zevende was er ruzie in het straatje en nam hij niet meer deel. Intussen was een eerste doek van hem door een museum aangekocht, in 1878.
In 1883 organiseerde de bekende galerist Durand-Ruel ineens twee tentoonstellingen, een in Londen en een in New York, waaraan Degas deelnam. Op de achtste en laatste expositie van de impressionisten, in 1886, presenteerde hij toch nog eens 15 van zijn werken. Hij kreeg zijn enige solo-tentoonstelling bij Durand-Ruel in 1892.
Intussen had hij ook al zijn reputatie gevestigd als uitzonderlijk sfeerschepper van vrouwelijke naakten in talloze intieme typeringen, veelal gecreëerd in pasteltekeningen. In 1909 werd werk van hem tentoongesteld op de Wereldtentoonstelling van Parijs.
Sinds de Parijse Commune had zich echter een oogaandoening gemanifesteerd. Ten gevolge van de erge verzwakking van zijn gezichtsvermogen, leefde hij teruggetrokken en begon hij te beeldhouwen. Weer ontstonden tientallen beelden van balletdanseresjes. Soms kregen de beeldjes zelfs kleding aan.
Tussen 1909 en 1911 staakte hij, vrijwel blind geworden, elke artistieke activiteit. Hij overleed in zijn geboortestad op 83-jarige leeftijd.

## Schilderstijl
De schilderkunst van Degas behoorde tot het impressionisme en realisme.
Degas was de meest tegendraadse, nog onafhankelijker dan Manet, de minst impressionistische onder de Franse impressionisten. Hij schilderde enkel in zijn atelier en had een hekel aan het schilderen in open lucht.
Hij noemde zichzelf "realist".

## Werken

### Schilderijen

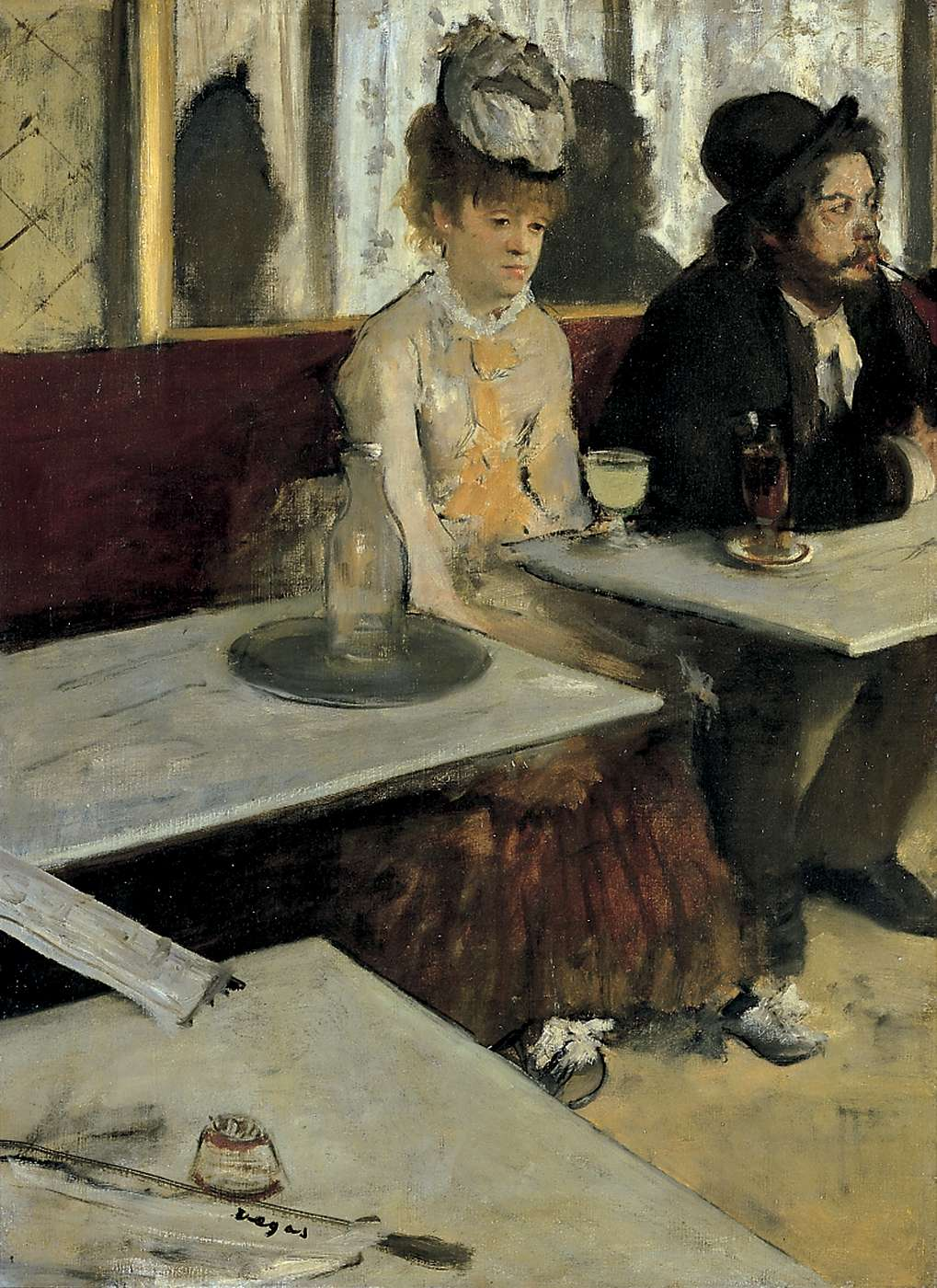
De absintdrinkster, Edgar Degas, Olieverf op doek, 92 x 68 cm, Musée d'Orsay, Parijs

- De absintdrinkster, Olieverf op doek, 92 x 68 cm
- Le Bureau de coton à La Nouvelle-Orléans , 1873, collectie Musée des Beaux-Arts, Pau
- La classe de danse, ca. 1874
- De ster (De danseres op het toneel), 1878, Pastelkrijt op papier, 60 x 44 cm
- Girl in a Wing Collar, ca.1879-80
- Répétition d'un ballet sur la scène 1874
- Café Concert aux Ambassadeurs, 1876-1877
- Miss Lala au Cirque Fernando, 1879
- Portret van Mademoiselle Isabelle Lemonnier, ca.1879-80
- Portret van M-me Jules Guillemet, ca.1880
- Ballerina's in het blauw, 1897
- In a Café
- At the Beach
- Portrait after a Costume Ball
- Portret van Mary Cassatt
- The Millinery Shop
- Bathers on the grass
- Vier dansers
- De familie Bellelli
- Racehorses in Front of the Grandstand
- Zelfportret
- Madame Valpinçon met chrysanten
- The Rape
- The Duke and Duchess Morbilli
- The Star
- Madame René de Gas
- L'Orchestre de l'Opéra
- The Rehearsal
- Edmond Duranty
- The Morning Bath
- After the Bath

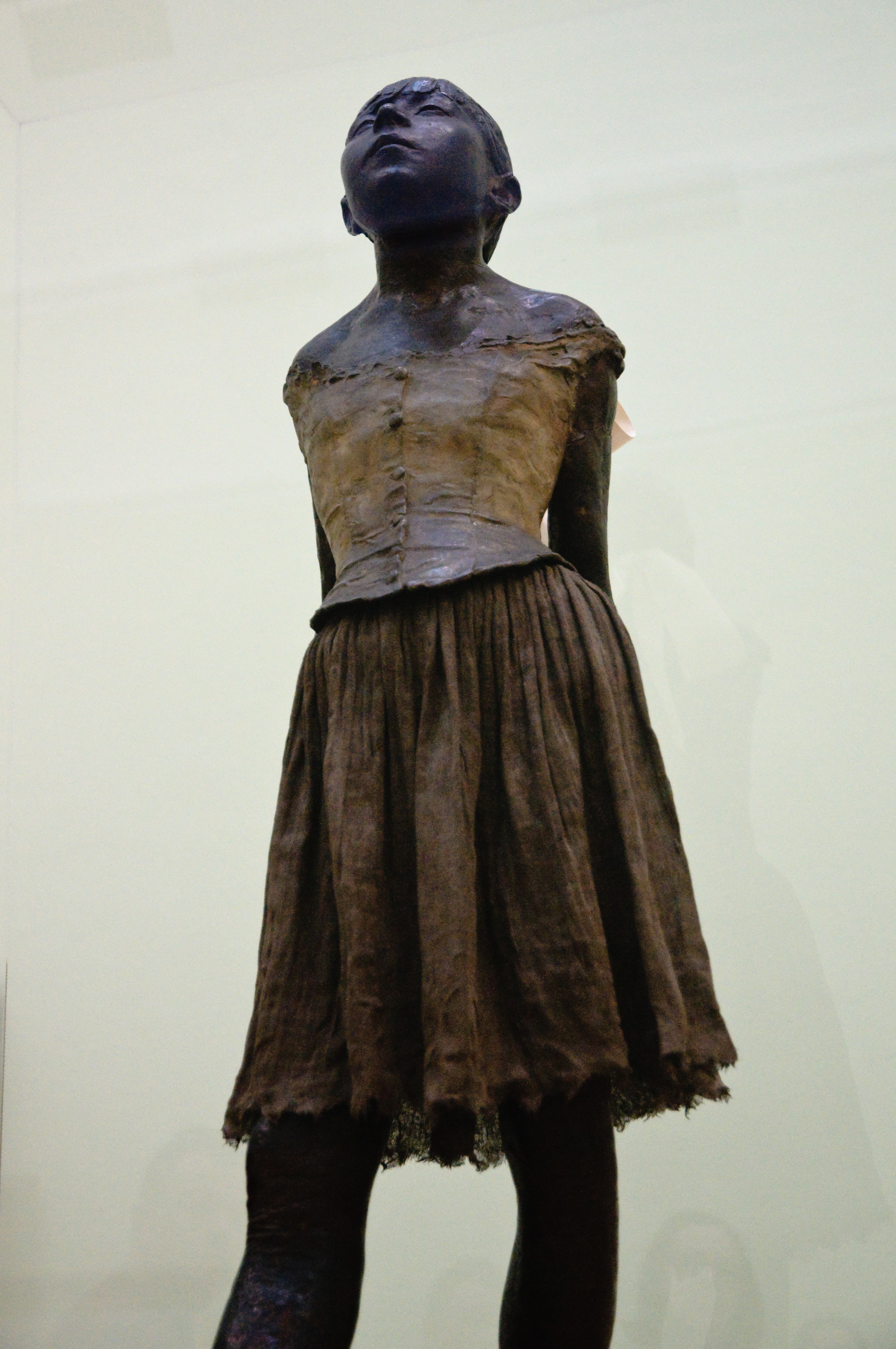
Danseresje

Het werk Wasvrouwen met tandpijn werd in 1973 gestolen uit het depot van museum Le Havre in Normandië, maar het stuk is eigendom van het Louvre in Parijs. In november 2010 werd het schilderij na bijna 40 jaar teruggevonden op een veiling van New York. 
Een medewerker van museum Le Havre herkende het werk toen hij door de veilingcatalogus van veilinghuis Sotheby's bladerde en schakelde de autoriteiten in. Sotheby's trok het werk daarop terug uit de veiling.
Degas schilderde het doek rond 1870-1872. Het veilinghuis had de waarde van het schilderij op 248.000 tot 319.000 euro geschat.

## Musea
Veel van Degas' werken zijn in musea in de Verenigde Staten.

### Werk in openbare collecties (selectie)
- Hermitage, Sint-Petersburg
- Metropolitan Museum of Art, New York
- Minneapolis Institute of Arts
- Musée d'Orsay, Parijs
- Museum Boijmans Van Beuningen, Rotterdam[4]
- Museum of Fine Arts, Houston
- National Gallery of Art, Washington D.C.
- National Gallery, Londen
- Rijksmuseum Amsterdam[5]
- Museum de Fundatie, Zwolle

## Tentoonstellingen (selectie)
- De tijd van Degas van 23 maart 2002 t/m 14 juli 2002 inzet Kunstmuseum Den Haag (Nederland)[6]

- Degas and the Nude van 13 maart t/m 1 juli 2012 in Musée d'Orsay (Parijs)[7]